# Michele Villetti
Michele Villetti (Viterbo, 8 giugno 1984) è un batterista e musicista italiano.

## Biografia
Si avvicina alla musica negli anni novanta, intraprendendo lo studio della batteria con il maestro Claudio Gioannini; parallelamente inizia a militare in alcuni gruppi del Lazio e dell'ambiente musicale romano. Nel corso degli anni approfondisce gli studi con diversi musicisti, tra cui Bobby Durham, Karl Potter, Kenny Barron, Alessandro Marzi, Peter Erskine, Sonny Fortune, Danilo Rea, Roberto Gatto e Ettore Fioravanti; nello stesso periodo si laurea in lettere moderne presso Università degli Studi della Tuscia e in batteria jazz presso il Conservatorio Santa Cecilia di Roma.
Nel corso degli anni ha collaborato come turnista per artisti come Amalia Gré, Delmar Brown,  Durga McBroom dei PinkFloyd e il sopracitato Karl Potter.
Nel 2013 viene premiato come miglior batterista italiano al Roland v drum Italian Award, e nello stesso anno rappresenta l'Italia al Frankfurt Musik Messe nel medesimo premio. L'anno seguente ha pubblicato il primo album Masileyo - Soundtracks for a Real Life attraverso l'etichetta The Art Republic Foundation Studio per il quale è musicista, strumentista e compositore. Nel 2018 è invece uscito The Genius, Back to Earth per la Jazzit Records. Entrambi gli album hanno ottenuto riconoscimenti da critica e musicisti di spessore, tra i quali Ennio Morricone, che ha definito il primo disco un «eccellente lavoro discografico» e Steve Hackett dei Genesis, il quale ha definito l'operato del secondo album da solista come "un indiscusso talento musicale" Masileyo - Soundtracks for a Real Life desta inoltre interessi in ambito accademico ed universitario per via della sua produzione insolita, contraria alle tipologie di mercato dell'industria culturale.
Nel 2016 crea, insieme al geologo Antonio Menghini, il progetto E-mago, prodotto dalla The Art Republic Foundation dove i musicisti hanno modo di suonare con i suoni emessi dalla terra, ricavati tramite procedimenti matematici e la conversione di essi in frequenze sonore.Da ricordare il concerto presso i Campi Flegrei con il Michele Villetti Quartet e il trombettista Flavio Boltro, in collaborazione con l'università Federico Secondo di Napoli e in diretta su Radio Rai 1.
Nel 2018 il video musicale di The Genius (tratto da The Genius, Back to Earth), del quale Villetti è compositore, ideatore, coautore e produttore, vince il premio Miglior sceneggiatura e Miglior fotografia presso l'International Parma Music Film Festival; il filmato è stato inoltre in concorso per il David di Donatello
Per quanto riguarda le colonne sonore nel 2019, vince il premio come miglior musica al MIMO (Milano Mobile Film Festival) con il cortometraggio Inside Me, per il quale è anche regista e sceneggiatore. Nello stesso anno il  brano Lullaby Firefly ha ricevuto una candidatura al 48 Hours Film Festival dal presidente di giuria Ian Anderson dei Jethro Tull. Nel 2021 è in concorso al David di Donatello con il suo progetto Portraits, per il quale è performer, regista e sceneggiatore.
Nel 2022 è uscito "the songs album" dei newstrikers per l'etichetta alfa music. La copertina del vinile è stata affidata a Paul Whitehead, storico illustratore degli album dei Genesis e dei Van deer graf generator.
Nel 2023 compone la colonna sonora del corto metraggio "Four seasons" insieme a Stefano Di battista . L'opera è stata diretta ed ideata dallo stesso Villetti, in una composizione registrata a presa diretta presso la Faggeta Vetusta dei Monti Cimini, insieme all'ausilio della body percussion di oltre 150 bambini.
Nel maggio 2025 fa eseguire la sua composizione "four seasons" interamente con la body percussion ad oltre 600 studenti, conquistando il primato di ensemble più grande di body percussion d'Italia. 
Villetti è inoltre ideatore e fondatore della Repubblica delle arti, movimento libero ispirato alla repubblica delle lettere, avente l'obiettivo di portare la collettività ad una elevazione spirituale superiore grazie alle arti ed al suo studio intellettualmente onesto, in totale antitesi con i processi dell'industria culturale dell'età moderna.

## Discografia

### Da solista
- 2014 – Masileyo - Soundtracks for a Real Life
- 2018 – The Genius, Back to Earth
- 2023 - That's it
- 2023 -  four seasons con Stefano di Battista, Nicky Nicolai, Dario Rosciglione, Giovanni e Matteo Cutello

### Con i NewStrikers
- 2020 – Musiche insane
- 2022 – The Songs Album

### Collaborazioni
- 2007 – Voci del verbo essere – L'estate (se ne è andata così) (da L'arrotino presenta - W la radio)
- 2010 – Andrea Seki –Trough the Passage
- 2012 – Amalia Gré – Aiuno aiuno uta
- 2016 – Antonio Apuzzo Strike! – Songs of Yesterday, Today and Tomorrow
- 2023 - Abbadia, Battaglia, Villetti- Odeporico